# Theo Travis

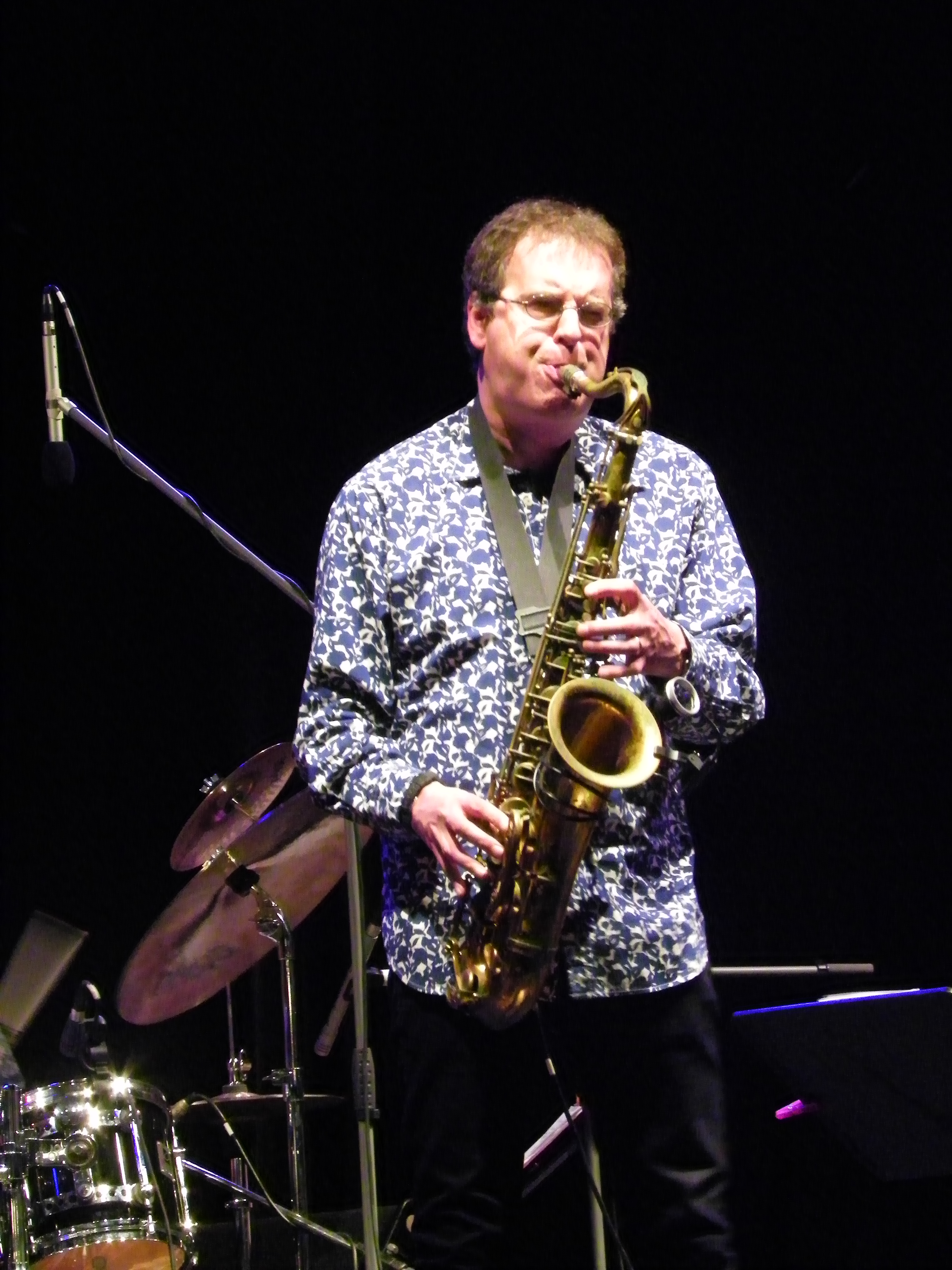
Theo Travis in Vicenza am 10. Mai 2015

Theo Travis (* 7. Juli 1964 in Birmingham) ist ein britischer Saxophonist, tätig sowohl im Jazz als auch im Progressive Rock.

## Biografie
Travis schloss sein Studium von Flöte und Saxophon an der Universität Manchester ab und arbeitete unter anderem mit Jade Warrior, Gong, Porcupine Tree, The Tangent, Bass Communion, No-Man, David Sylvian, Burnt Friedman, Anja Garbarek sowie Dave und Richard Sinclair zusammen. Seit 1999 hat er mit dem Bassisten Dave Sturt und verschiedenen Gastmusikern unter dem Bandnamen Cipher mehrere Alben aufgenommen. 2006 wurde er Mitglied der Soft Machine Legacy (mit den Soft-Machine-Musikern Hugh Hopper, John Marshall und John Etheridge), einem Projekt, das die Musik der Band Soft Machine pflegt und weiter entwickelt; dort trat er die Nachfolge des verstorbenen Elton Dean an. Seit 2008 veröffentlichte er mehrere Alben mit King-Crimson-Kopf Robert Fripp, die dem Ambient-Genre zugeordnet werden können. 2011 spielte er auf der Welttour von Steven Wilson (zu dessen Soloalbum Grace for Drowning) mit und wirkte bei den Aufnahmen von dessen drittem Solo-Album The Raven That Refused to Sing (And Other Stories) und der darauf folgenden Tour mit.

## Auszeichnungen
Travis’ Album View From the Edge wurde in einer Kritiker- und Leserumfrage von Jazz on CD als "Best British Jazz CD of 1994" ausgezeichnet.

## Diskografie
- Aeolus: One Hour Duduk Meditation – 2024
- The Dark Hours  – 2023
- Theo Travis/Robert Fripp: Between The Silence (Panegyric) – 2018
- Theo Travis: Open Air (Tonefloat) – 2017
- Theo Travis/Robert Fripp: Follow (Tonefloat) – 2012
- Theo Travis/Robert Fripp: Discretion (Panegyric) – 2012
- Theo Travis/John Foxx: Torn Sunset (Metamatic) – 2011
- Theo Travis/Robert Fripp: Live at Coventry Cathedral (Panegyric) – 2010
- Theo Travis/Robert Fripp: Thread (Declan) – 2008
- Eleven Bowls of Acidophilus Flute Salad (Tonefoat/C) – 2006
- Earth to Ether (33Jazz) – 2004
- Steve Lawson/Theo Travis: For the Love of Open Spaces (Pillow Mountain) – 2003
- Slow Life (Ether Sounds) – 2003
- Theo Travis/Mark Hewins: Guerrilla Music (Burning Shed) – 2002
- Burning Shed Records: Sampler Two –  Travis / Hewins track "Slow Life" (Burning Shed) – 2002
- Heart of the Sun – 2001
- Passion Dance – Live at Ronnie's – 1999
- Marshall Travis Wood: Bodywork (33Jazz) – 1998
- Secret Islands (33Jazz) – 1996
- View From the Edge (33Jazz) – 1994 ("Best British Jazz CD 1994")
- 2 AM – 1993